# Passo de Varbitsa
Passo de Varbitsa (em búlgaro:  Vărbitsa) é um passo de montanha na cordilheira dos Balcãs (Stara Planina) na Bulgária. Ele liga as estradas de Shumen e Petolachka.
A famosa Batalha de Plisca, entre os exércitos do Primeiro Império Búlgaro, liderado por Crum, e do Império Bizantino, liderador por Nicéforo I, o Logóteta, foi travada ali em 26 de agosto de 811 e terminou numa decisiva vitória búlgara e na morte do imperador bizantino.